# Otevřená věda a otevřený výzkum
Otevřená věda a otevřený výzkum jsou přístupy, které mají zajistit, aby výsledky vědeckého zkoumání, hrazeného z veřejných finančních prostředků, byly dostupné všem. Open Knowledge Foundation ji přesně definuje jako „vědecké znalosti, které lidé mohou volně užívat, znovu používat a distribuovat bez legálních, technologických a společenských omezení“. 

## Definice
Otevřená věda nebo otevřený výzkum je mnohem širší pojem, kterým se rozumí provádění a šíření výzkumu transparentnějším způsobem a na základě spolupráce. Open science lze definovat jako iniciativu / nový přístup k vědeckému bádání, jehož cílem je, pomocí různých nástrojů, prosazovat a zasazovat se o:
- transparentnost výzkumného procesu (například Open peer review – Otevřené recenzní řízení), plánování managementu dat, správa vědeckých dat),
- srozumitelné licencování (například Svobodná licence) umožňující právě ono snazší šíření výsledků vědy a výzkumu, ale také vědeckých dat, znovu využití výsledků vědy a výzkumu, možnost reprodukování výzkumu,
- spolupráci mezi vědeckými týmy v rámci jednoho oboru i mezioborově (například Open science notebooks – Otevřené laboratorní deníky, online nástroje a služby ve formě otevřených repozitářů vědeckých výsledků, publikací a dat, aplikací založených na otevřeném zdrojovém kódu),
- snazší ověřitelnost výzkumu a jeho hodnocení ze strany poskytovatelů financí na vědu a výzkum, ale i ze strany veřejností,
- snazší šíření výsledků vědy a výzkumu (například také Open access – Otevřený přístup),
- zapojení veřejnosti do vědeckých projektů.

## Typologie otevřených přístupů
Východiskem pro otevřenou vědu a výzkumu je tzv. Otevřený přístup (OA). Jde o termín používaný pro praxi zpřístupňování recenzovaného vědeckého výzkumu a literatury volně dostupné v online repozitářích, jako je MyScienceWork Archivováno 28. 11. 2021 na Wayback Machine., každému, kdo má zájem si je přečíst. Otevřený přístup lze použít na všechny druhy výzkumného obsahu, jako jsou publikované články v časopisech, kapitoly knih, monografie nebo výzkumná data.

## Historie
Historii otevřené vědy a výzkumu lze sledovat již od 17. století, kdy začaly být vydávány první vědecké časopisy (Journal de Scavans – 5. 1. 1665 a Philosophical Transactions of the Royal Society – 6. 3. 1665), které shrnovaly výsledky vědeckého zkoumání. Do té doby vědci mezi sebou komunikovali především osobními dopisy.
Pojem „Otevřená věda“ (anglicky „OpenScience“) vymyslel Steve Mann v roce 1998, které si následně zaregistroval jako názvy domén openscience. com a openscience. org, které v roce 2011 prodal Walter de Gruyter GmbH.
V novodobé historii je otevřený přístup pro vědu a výzkum tématem od počátku 21. století, kdy v roce 2002 proběhla v Budapešti konference pod názvem Budapest Open Access Initiative (Budapešťská iniciativa otevřeného přístupu) organizovaná Open Society Foundations. V roce 2003 následoval Bethesda Statement on Open Access Publishing (Prohlášení o otevřeném přístupu k publikování z Bethesdy) a v tomtéž roce pak Berlin Declaration on Open Access to Knowledge in the Sciences and Humanities (Berlínská deklarace o otevřeném přístupu ke znalostem v přírodních a humanitních vědách).
Tyto přístupy se postupně stávají i oficiálními politikami a pro jejich podporu a zajištění vzniká celá řada iniciativ, platforem a nástrojů jak na úrovni jednotlivých států, tak i v rámci mezinárodní spolupráce.

## Regulatorní a legislativní opatření pro otevřenou vědu a výzkum

### Evropská unie
Na úrovni Evropské unie je pro zakotvení otevřené vědy a výzkumu zásadní Směrnice Evropského parlamentu a Rady (EU) 2019/1024 ze dne 20. června 2019 o otevřených datech a opakovaném použití informací veřejného sektoru (přepracované znění).
V dokumentu se v úvodu pod bodem (3) uvádí: „V návaznosti na konzultace se zúčastněnými stranami a na základě výsledků posouzení dopadů má Komise za to, že je zapotřebí opatření na úrovni Unie, jež by řešilo přetrvávající a nové překážky širokého opakovaného použití informací veřejného sektoru a informací financovaných z veřejných zdrojů v celé Unii, s cílem aktualizovat legislativní rámec s ohledem na pokrok v oblasti digitálních technologií a dále stimulovat digitální inovace, zejména pokud jde o umělou inteligenci.“
Jako nástroj pro sdílení dat z otevřeného výzkumu byl vytvořen Evropský cloud pro otevřenou vědu: European Open Science Cloud (EOSC). Jeho ambicí je poskytnout evropským výzkumníkům, inovátorům, společnostem a občanům otevřené multidisciplinární prostředí, kde mohou publikovat, vyhledávat a znovu používat data, nástroje a služby pro výzkum, inovace a vzdělávací účely.  Za účelem řízení evropského cloudu pro otevřenou vědu (EOSC) byla založena 29. července 2020 Asociace EOSC se čtyřmi zakládajícími členy a od té doby se rozrostla na více než 200 členů a pozorovatelů.
Členství v Asociaci zavazuje ke společné odpovědnosti za plnění cílů dohodnutých v Memorandum o porozumění podepsaném Evropskou unií a Asociací EOSC za účelem vytvoření oficiálního partnerství. Asociace hraje důležitou roli tím, že pomáhá koordinovat a řídit investice prostřednictvím svých řídících struktur.
Další evropskou aktivitou je Science Europe. Organizace zastupující velké veřejné organizace, které financují nebo provádějí výzkum v Evropě. Spojuje odborné znalosti z největších a nejuznávanějších evropských výzkumných organizací, aby společně posouvaly hranice toho, jak je vědecký výzkum produkován a přináší společnosti výhody.
Klíčový program EU pro financování výzkumu a inovací je Horizon Europe. Tento program usnadňuje spolupráci a posiluje dopad výzkumu a inovací při vývoji, podpoře a provádění politik EU při řešení globálních výzev (viz Horizon Europe – EU). V programu Horizon Europe se „open science“ stává jedním z hodnotících kritérií žádostí o podporu, kdy příjemce musí zajistit otevřený přístup ke všem vědeckým recenzovaným publikacím vztahujícím se k výsledkům projektu (viz Horizon Europe – CUNI).

##### Česko
V České republice je odborným a poradním orgánem vlády České republiky Rada pro výzkum, vývoj a inovace. Rada je zřízena zákonem č. 130/2002 Sb. Archivováno 28. 11. 2021 na Wayback Machine., o podpoře výzkumu, experimentálního vývoje a inovací z veřejných prostředků a o změně některých souvisejících zákonů (zákon o podpoře výzkumu, experimentálního vývoje a inovací), ve znění pozdějších předpisů.
Rada pro výzkum, vývoj a inovace pokračuje v činnosti Rady pro výzkum a vývoj podle § 35 zákona č. 130/2002 Sb., ve znění účinném do dne 1. července 2009, a v činnosti Rady vlády České republiky pro výzkum a vývoj, zřízené zákonem č. 300/1992 Sb., o státní podpoře výzkumu a vývoje, ve znění pozdějších předpisů. Členové dosavadní Rady vlády České republiky pro výzkum a vývoj se rozhodnutím vlády stávají členy Rady.
Otevřený přístup k výsledkům vědeckého výzkumu financovaného z veřejných prostředků, vytvoření společné evropské datové infrastruktury tzv. „European Open Science Cloud“ (EOSC), související legislativní úpravy, ale také změna hodnocení výzkumu, jinými slovy „Open Science“, patří v současnosti k nejvýraznějším tématům evropské politiky VaVaI.
V dokumentu Národní politika výzkumu, vývoje a inovací České republiky 2021+ se pak uvádí: „V ČR je dále nutné v zájmu zvyšování kvality výzkumu posílit otevřenost výzkumného prostředí napojením na mezinárodní výzkumnou obec podporou mezinárodní spolupráce ve výzkumu a vývoji, a podporou obousměrné mezinárodní mobility.“ (s. 12) Jedním z dílčích opatření stanovených ve výše jmenované národní politice je zajistit otevřený přístup k těm výsledkům a datům VaV, vytvořeným za využití veřejných prostředků, které jsou volně šiřitelné a vyjednat s významnými vědeckými vydavateli pravidla jejich zveřejňování v režimu Open Access návazně na projekt CzechELib.
Projekt CzechELib byl zahájen v lednu 2017 a jeho realizátorem se stala Národní technická knihovna. Misí projektu CzechELib je vytvořit pro členské instituce kvalitnější podmínky pro přístup k elektronickým informačním zdrojům (EIZ), zvýšit výkonnost oblasti výzkumu, vývoje a vzdělávání a zároveň se zařadit po bok ostatních vyspělých zemí, které podobná národní licenční centra úspěšně provozují. Souvisejícími opatřeními pak jsou zajištění jednotného legislativního prostředí pro fungování systému VaVaI, a zejména zajištění otevřeného přístupu k výsledkům VaV financovaného z veřejných zdrojů k recenzovaným vědeckým článkům a výzkumným datům v souladu s evropskou legislativou (Zákon č. 130/2002 Archivováno 28. 11. 2021 na Wayback Machine.).
Na akademické úrovni pak probíhají další aktivity. Jde zejména o aktivitu AV ČR, CESNET, MUNI, NTK, UK, VŠCHT, kdy byla založena Pracovní skupina pro správu vědeckých dat v ČR WG-RDM.CZ. Pracovní skupina řeší aktivity relevantní pro práci na projektech zapojených institucí. Jedná se o plně otevřenou skupinu lidí se zájmem o správu vědeckých dat v kontextu FAIR principů, Open Science a EOSC.
Na Univerzitě Karlově probíhá aktivita Open Science, a to konkrétně od června 2013, kdy byla Akademickým senátem Univerzity Karlovy schválena Koncepce ediční politiky Univerzity Karlovy, která zahrnuje mj. cíle související s postupným otevíráním tvůrčí činnosti na UK. Na tento dokument navázala Univerzita Karlova v říjnu 2013 podpisem tzv. Berlínské deklarace, čímž se veřejně přihlásila k podpoře myšlenky open access. Následně 15. prosince 2017 schválil Akademický senát Univerzity Karlovy společnou deklaraci k politice otevřeného přístupu (open access) na Univerzitě Karlově.  Dále Nakladatelství Karolinum vydalo v roce 2018 svou Vydavatelskou politiku Open Access a v současné době nabízí možnost otevřeně publikovat nejen články v jím vydávaných časopisech, ale také vědecké monografie.  
V rámci Akademie věd České republiky probíhá aktivita Otevřená věda, která je nástrojem pro stáže pro studenty, kurzy pro pedagogy, popularizátory ap.

### Svět
V globálním měřítku je pak téma otevřené vědy a výzkumu prezentováno zejména Organizací spojených národů, UNESCO a Organizací pro hospodářskou spolupráci a rozvoj.

##### OSN
V únoru roku 2021 proběhla poslední (druhá) mezinárodní Open Science Conference pořádaná mimo jiné knihovnou Dag Hammarskjöld a dalšími odděleními organizace. Konference přinesla globální diskusi o otevřené vědě a opatřeních v oblasti klimatu a upozornila na národní a mezivládní organizace, politiky a iniciativy Open Science z celého světa.

##### UNESCO
UNESCO, jakožto Agentura OSN s mandátem pro vědu, je legitimní globální organizací, která je schopna budovat vizi otevřené vědy a principů sdílených hodnot. Na 40. zasedání Generální konference UNESCO proto 193 členských států pověřilo Organizaci vývojem mezinárodního standardizačního nástroje pro otevřenou vědu ve formě doporučení UNESCO o otevřené vědě.
Usnesením 41. Generální konference Organizace spojených národů pro výchovu, vědu a kulturu (UNESCO), v Paříži v listopadu 2021 byla deklarována nutnost řešení naléhavých environmentálních, sociálních a ekonomických výzev souvisejících se stále hlubší globalizací světa. Cílem dokumentu Doporučení UNESCO pro Open Science „je poskytnout mezinárodní rámec pro politiku a praxi otevřené vědy, který uznává oborové a regionální rozdíly, bere v úvahu akademickou svobodu, genderově rozdíly a specifické výzvy vědců i dalších aktérů otevřené vědy v různých zemích. Rovněž přispívá ke snížení digitálních, technologických a znalostních rozdílů existujících mezi zeměmi i uvnitř zemí“ (UNESCO, 2021).
Těmito doporučeními mimo jiné jsou:
- podpora společného chápání otevřené vědy,
- rozvoj příznivého politického prostředí,
- investice do otevřených infrastruktur, služeb, lidských zdrojů, školení, vzdělávání, digitální gramotnosti,
- ale i podpora mezinárodní spolupráci.

##### OECD
V roce 2007 zveřejnila Organizace pro hospodářskou spolupráci a rozvoj (OECD) zprávu o přístupu k veřejně financovaným výzkumným datům. Organizace spolupracuje s členskými i nečlenskými ekonomikami na přezkoumání politik na podporu otevřené vědy a na posouzení jejich dopadu na výzkum a inovace. Otevřená věda má za následek velký inovační potenciál a podporuje důvěru občanů ve vědu.